# Petersværft
Petersværft er en lille privat havn med en 69 m lang bro, tilhørende godset Petersgaard,  beliggende i Sydsjælland ud til Ulvsund mellem Stensved og Langebæk og overfor Tærø.. Det var oprindeligt omkring 1771 en værftshavn anlagt af den københavnske skibsreder og storkøbmand Peter Johansen efter erhvervelsen af Kalve Gods (som han omdøbte  til Petersgaard) i 1774. 
Petersværft består af lille gruppe fredede bygninger og en barklade.

## Værftet
- 1777 ansøgte Peter  Johansen om tilladelse til at anlægge et skibsværft. 1781 blev der anlagt en skibsbro og bedding og beboelseshuse til 18-20 familier samt nødvendige materiel- og værksteder.
- 1781: Handelsskibet "Enigheden" er tegnet af Henrik Gerner, flådens  skibskonstruktør på Holmen. Det blev solgt, og i november samme år afgik det til Dansk Vestindien under navnet "Enigheden" med en besætning på tyve mand.
- 1784: Handelsskibet "Cron Princesse Louisa Augusta" afgik den 18. september 1784 på sin jomfrurejse til Trankebar. I de følgende år foretog Louisa Augusta yderligere 3 rejser til Indien med sidste hjemkomst 20. juni 1793.
- 1787: Handelsskibet "Elisabeth og Christine". Der var ikke købere til »Elisabeth og Christine«, så Peter Johansen måtte selv stå som ejer og reder de første år. Samme år var skibet i Grønland, chartret af Kgl. Grønlandske Handel. I 1790-erne foretog "Elisabeth og Christine" en del rejser til Island med G. A. Kyhn som reder, mens den sidste oplysning om skibet er fra 1813, hvor det betegnes som en bark og er hjemmehørende i Randers, og med en 9 mands besætning.
- Der findes oplysninger om yderligere 2 nybygninger. I 1790 ejede Peter Johansen en jagt på 5 kommercelæst, som var bygget på Petersværft i 1787. Samme år byggedes også den tomastede galease "Petersværft", som i 1796 forliste på en rejse til Trondheim med en last korn.

Man nåede i alt at bygge 10 skibe i forskellige størrelser, inden de gode tider for skibsfarten sluttede. Værftet blev nedlagt omkring 1791, og der er i dag ingen værftsbygninger tilbage, kun skibsbroen. I de forløbne mange år er skibsbroen blevet repareret talrige gange, men længden og bredden er den samme som den oprindelige bro.

## Flådebasen
Under Englandskrigen 1807-1814 fungerede havnen som flådebase. Der blev bygget en del kanonbådsskure, hvori fartøjerne blev opbevaret i vintermånederne. På grund af det smalle stræde kunne de  engelske fregatter ikke nå de danske kanonbåde. 1814 blev skurene nedtaget og kanonbådene flyttet til Holmen.

## Skovene
På begge sider af Petersværft breder skovene sig, Stensby Skov mod vest og Langebæk Skov mod øst. Nær kysten finder man stadig store egetræer. Egetømmeret blev fragtet  til København til bygning af skibe på Holmens Værft. Egebarken brugtes til garvning. Barken opbevaredes i barkladen, inden den blev fragtet videre. 

## Eksterne kilder og henvisninger
- Langebæk Lokalhistoriske Arkiv
- www.historiskatlas.dk
- www.petersgaard.com